# Břest
Pour les articles homonymes, voir Brest (homonymie).
Břest (en allemand : Briest) est une commune du district de Kroměříž, dans la région de Zlín, en Tchéquie. Sa population s'élevait à 988 habitants en 2025.

## Géographie
Břest se trouve à 8 km au nord-est de Kroměříž, à 22 km au nord-ouest de Zlín, à 64 km à l'est-nord-est de Brno et à 231 km à l'est-sud-est de Prague.
La commune est limitée par Žalkovice au nord, par Němčice à l'est, par Hulín et Skaštice au sud, et par Chropyně et Kyselovice à l'ouest.

## Histoire
Břest est une ancienne colonie slave, mentionnée pour la première fois dans la charte de l’évêque d’Olomouc Jindřich Zdík en 1131.

## Transports
Par la route, Břest se trouve à 8 km de Kroměříž, à 30 km de Zlín, à 71 km de Brno et à 277 km de Prague

## Source
- (cs) Cet article est partiellement ou en totalité issu de l’article de Wikipédia en tchèque intitulé « Břest » (voir la liste des auteurs).